# Уиклоу (графство)
 Тази статия е за графството в Ирландия.  За за града, чието име носи графството вижте Уиклоу.  
Уиклоу (на английски: County Wicklow, Каунти Уиклоу; на ирландски: Contae Chill Mhantáin) е едно от 26-те графства на Ирландия. Намира се в провинция Ленстър. Граничи с Ирландско море и графствата Карлоу, Килдеър, Уексфорд и Дъблин. Има площ 2024 km². Основано е през 1606 г. Главен град на графството е едноименния Уиклоу. Градовете в графството са Авока, Арклоу, Балтинглас, Блесингтън, Брей (най-голям по население), Грейстоунс и Уиклоу.
Уиклоу е кръстено на окръжния си град Уиклоу, който произлиза от името Викингало (на старонорвежки език: „ливада на викингите“). Съветът на графство Уиклоу е местният орган на властта. То има население от 142 425 души при преброяването през 2016 г. Графството е известно като „Градината на Ирландия“ заради природата си, която включва обширни гори, природни пътеки, плажове и древни руини, като същевременно позволява множество възможности за разходки, туризъм и катерене. Това е 17-ото по площ графство на Ирландия и 16-ото по население.

## История
Окръг Уиклоу е последният от традиционните окръзи на Ирландия, които са били разделени през 1606 г. от земя, която преди това е била част от графствата Дъблин и Карлоу. Създаден е като отделен окръг с цел да контролира местния ирландски клан О'Бърнс. Военният път /R115/, простиращ се от Ратфарнхам /предградие на Дълбин/ до Агавана /малко село и град в южната част на окръг Уиклоу, Ирландия/, пресича планините от север на юг, е построен от британската армия, за да им помогне да победят бунтовниците, които все още са активни в планините Уиклоу след неуспешното Ирландско въстание от 1798 г. Той им осигурява достъп до район, който от векове е бил огнище на ирландския бунт. По маршрута са построени няколко казарми за настаняване на войниците. По-късно до останките от казарми там е построен Центърът за мир и помирение в Гленкри. Батальоните на ирландската армия използват полигони за стрелба в графство Уиклоу за тактически учения, най-големият е в долината Глен ъф Имаал, който преди независимостта е бил използван от британската армия.
Древният манастир Глендалох се намира в графство Уиклоу. По време на инвазията на Оливър Кромуел в Ирландия, местните власти незабавно се предадоха без бой. По време на въстанието от 1798 г., някои от бунтовниците намират убежище в планините Уиклоу, което води до сблъсъци между британските войски и войските, командвани от генерал Джоузеф Холт (1756 – 1826) близо до Огрим и по-късно в Арклоу.
Границите на окръга са разширени през 1957 г. със Закона за местното самоуправление, който „откъсва земите от окръг Дъблин и от юрисдикцията и правомощията на Съвета на окръг Дъблин“ близо до Брей и ги добавя към окръг Уиклоу.

## География

### Местоположение
Уиклоу се намира в рамките на провинция Ленстър. Той е ограничен от четири окръга, Дъблин на север; Килдеър и Карлоу на запад; Уексфорд на юг и Ирландско море на изток. Уиклоу е 17-ият по площ и 16-ият по население. Той е четвъртият по площ и петият по население в провинция Ленстър. Окръгът е кръстен на град Уиклоу, разположен е на около 50 километра (31 мили) южно от Дъблин, столицата на Ирландия.
Планините Уиклоу са най-голямата непрекъсната планинска верига на Ирландия и заемат значителна част от окръга, обхващайки целия център на Уиклоу и се простират до Дъблин и Уексфорд в техните южни и северни покрайнини. Лугнакила, на 925 метра (3035 фута) над морското равнище, е най-високият връх в диапазона, най-високата планина в Ирландия извън графство Кери и 13-ата най-висока планина в Ирландия като цяло. Националният парк Уиклоу Маунтинс /Wicklow Mountains/, разположен в средата на окръга, е специална защитена зона, обхващаща 205 квадратни километра (50 657 акра), което го прави най-големият национален парк в Ирландия. Уиклоу Уей /Wicklow Way/ е първата пътека за дълги разстояния в Република Ирландия – 131 километра (81 мили). 

### Геология
Планините Уиклоу са съставени предимно от гранит, заобиколен от обвивка от слюден шист и кварцит. Покриват 1500 квадратни километра (580 квадратни мили) и са най-обширната маса от интрузивни магмени скали в Ирландия и Великобритания. Най-старите скали в окръга са кварцитите от хълма Брей, който включва планините Брей Хед, Литъл шугър лоф и Грейт шугър лоф.

### Хидрология
Основни реки в окръга:
- Река Лифи /дължина 132 км/, 8-ата по дължина река в Ирландия, която извира близо до планината Тондъф и протича през центъра на Дъблин, достигайки до Ирландско море в залива Дъблин.[10] В рамките на окръга текат множество други притоци на Лифи.
- Река Додър протича по северния склон на връх Кипур в далечния север на окръга.
- Река Кингс се присъединява към езерата Блесингтън.
- Река Слейни /дължина 117,5 км/ започва от планината Лугнакила, тече на запад и след това на юг, преди да достигне канала Сейнт Джордж в град Уексфорд [11]
- Река Авока се образува от сливането на реките Ейвънмор и Авонбег в долината на Авока.[12]
- Река Дерин се намира в южната част на окръга и определя границата с Карлоу.

Повечето от езерата на окръга са ледникови и планински езера, намиращи се в живописни долини, заобиколени от планини, което ги прави популярни сред туристите.  Известни езера в окръга включват „Горно езеро Глендалоу“, Лох Тей („Езерото Гинес“), Лох Оулер („Езерото във формата на сърце“), Лох Брей, Лох Дан и Лох Наханаган.
Язовирът Пулафука е най-голямото от езерата на Уиклоу, обхващащо 2 226 хектара (5 500 акра) в западната част на окръга. Това е най-голямото изкуствено езеро в Ирландия и е създадено след преграждането на река Лифи в Пулафука през 1940 г. Село Балинахаун е потопено от язовира и неговите 70 семейства са преместени. Руините на старото село, включително сгради, огради и селскостопанска техника, могат да се видят по време на суша, когато нивата на водата във водоема намаляват. Язовир Вартри, построен между 1862 и 1868 г., е второто по големина езеро в окръга.

### Крайбрежие
Уиклоу има сравнително къса брегова линия, с дължина 64 километра (40 мили). Бреговата линия на Уиклоу е предимно права, с няколко залива и без острови. Уиклоу Хед е най-известният крайбрежен нос на окръга, а също така е и най-източната континентална точка на Република Ирландия.  Източното крайбрежие на Уиклоу е популярна местна лятна ваканционна дестинация, а окръгът има множество плажове, включително Бритас бей, Клог Бийч, Дъ Коув, Силвър странд бийч, Салимаунт бей бийч, Нюкасъл бийч, Арклоу Норт и Саут бийч, Грейстоунс Норт и Саут бийч, Брей бийч, Магераморн бийч и Портърс рок бийч.

### Гора
Окръгът има приблизително 36 300 хектара (90 000 акра) залесена площ, 8-та най-висока обща горска покривка в Ирландия. По отношение на горското покритие като дял от земната площ, Уиклоу се нарежда на второ място в страната със 17,9%. Известен като „Градината на Ирландия“, Уиклоу исторически е окръгът с най-висок процент гори. Националната инвентаризация на горите за 2017 г. разкри, че окръг Лийтрим го е изпреварил за първи път. Уиклоу е в биома на умерените широколистни и смесени гори, въпреки че по-голямата част от горите на Уиклоу са иглолистни дървета.

### Градско развитие
По отношение на градското развитие Съветът на окръг Уиклоу налага най-строгите ограничения за планиране на строителство в Ирландия. За да построи къща извън основните градове, човек трябва да е „роден и отгледан в района или да е живял там за период от 10 години“ и също така трябва да докаже, че къщата е за собствените му жилищни нужди, а не за продажба. Освен това потенциалните купувачи в селските райони трябва да бъдат одобрени от съвета, преди на собственика на жилището да му бъде разрешено да продава. Основният аргумент за тези ограничения е избягването на строителство на индивидуални селски къщи или други лошо планирани постройки, които биха могли да натоварят инфраструктурата на окръга и да влошат естествената му среда. 

### Климат
Климатът на Уиклоу е умерен океански в повечето райони и океански субполярен в някои високопланински райони, с прохладно, влажно лято и мека, влажна зима. Климатът на източната част на окръга е умерен и се определя от ирландско море, със средно по-мека зима и по-хладно лято, докато западната вътрешна част по границата на Килдеър има по-топло лято и по-студена зима. Вътрешността на планината на окръга има значително по-ниски температури и по-високи валежи през цялата година. Сняг обикновено вали от декември до март, но повечето ниско разположени и крайбрежни райони виждат сняг само за няколко дни в годината или може да не видят изобщо сняг през някои зими. Регионът на планините Уиклоу е най-снежната част на Ирландия и всяка година може да има 50 или повече дни сняг.
Окръгът изпитва тесен годишен температурен диапазон. Типичните дневни максимални стойности варират от 17 – 22 °C (63 – 72 °F) в целия окръг през юли и август, с минимални през нощта в диапазона 11 – 14 °C (52 – 57 °F), въпреки че температурите в планините могат бъде с 5 – 10 °C (41 – 50 °F) по-ниски. Средните януарски температури варират от 7 °C (45 °F) по крайбрежието до 0 °C (32 °F) на високи планини. Валежите са сравнително равномерно разпределени през цялата година, въпреки че най-влажните месеци (октомври и ноември) получават приблизително два пъти повече дъжд от най-сухите месеци (февруари, март и април). Най-сухият район на Уиклоу е североизточният, който е защитен от преобладаващите югозападни ветрове от планините Уиклоу и получава около 750 мм (30 инча) валежи годишно. Крайбрежният район на графство Дъблин непосредствено на север е най-сухото място в цяла Ирландия в резултат на дъждовната сянка, създадена от планините.
Източните ветрове могат да се появят между февруари и май и често се свързват с екстремни снеговалежи като Студена вълна на Британските острови през 2018 г., наречена „Звярът от Изтока“ и „Големият сняг от 1947 г.“. Голяма част от Уиклоу е много уязвима от обилните снеговалежи и окръгът обикновено е най-силно засегнат от подобни събития, като в някои области се регистрира над 2 фута (61 см) сняг. През зимата на 1947 г. жителите на Ратдръм призоваха Ирландския червен кръст да им хвърля пакети с храна със самолет, тъй като селото е било недостъпно по шосе повече от месец, поради обилен сняг.
Уиклоу понякога е засегнат от урагани, въпреки че те обикновено са извънтропични бури, докато стигнат до Ирландия. На 24 август 1986 г., по време на урагана Чарли, 280 мм (11 инча) дъжд падна за 24-часов период в Кипур на границата Уиклоу-Дъблин, най-голямото количество дневни валежи, регистрирано някога в Ирландия. Ураганът причини тежки наводнения и само в Брей трябваше да бъдат евакуирани до 1000 къщи. Други големи наводнения в Уиклоу, които доведоха до загуба на живот, се случиха през 1886 – 87, 1931, 1965 и 2011 г.

### Баронства
В окръга има осем исторически баронства. Макар че баронствата продължават да бъдат официално определени единици, те вече не се използват за много административни цели. Официалният им статут е илюстриран от заповеди за имена на места, направени от 2003 г., където официалните ирландски имена на Баронствата са изброени като „Административни единици“. Най-голямото баронство в Уиклоу е Долен Талботстаун, на 88 704 акра (359 km 2 ), а най-малкото баронство е Ратдаун, на 33 463 акра (135 km 2 ). Баронствата са: Арклоу, Балинакор Норт, Балинакор Саут, Нюкасъл, Ратдаун, Шилелаг, Долен Талботстаун и Горен Талботстаун.

### Градове и села
В графството са включени следните места: град Авока, село и град Агавана, село Анакура, село Анамое, град Арклоу, град Аугрим, село Ашфорд, село Балинаклаш, град Балинакил, град Балтинглас, град Блесингтън, град Брей, плаж Бритас Бей, село Карню, село Валимаунт, град и село Кулафанси, село Кулбой, село Кулкено, село Делгани, село Донард, село Дънлавин, село Енискери, долина Гленкри, долина Глендалох, град Глинили, село Грангекон, село Грийнън, град Грейстоунс, село Холивуд, село Килбрайд, село Килкул, село Килинкариг, село Килмаканоуг, село Килпедър, село Килтеган, село Ноканана, град и село Лакен, село Лараг, село Килбрайд, река Авока, село Нюкасъл, град Нютаунмаунткенеди, водопад и мост Пулафука, село Ратню, село Ратдръм, село Ред Крос, село Раундуд, село Шилелаг, село Стратфорд он Слейни, село Тинахели, град Уиклоу, село Уденбридж.

## Демографски данни

### Население
При преброяването от 2016 г., постоянното население на Уиклоу е 142 425 души, което е увеличение с 4,2 % от преброяването на Ирландия през 2011 г. Населението на окръга е едно от най-бързо растящите в страната, увеличавайки се с 38,7 % през 20-те години между 1996 и 2016 г. Въпреки това, неговият дял от население постоянно намалява, тъй като графствата Мийт и Килдеър преживяват още по-бърз растеж на населението. Брей остава най-големият град в окръга, но подобрени транспортни връзки до Дъблин, като модернизиране на основен път M11 и завършване на M50 през 2005 г. насърчи растежа на градовете на юг. Между 2002 и 2016 г. Брей нарасна с 5,3 процента. За разлика от това, през същия период Арклоу нарасна с 32,2 %, Грейстоунс нарасна с 53,3%, а Ратню нарасна със 133,9%. 
Най-гъсто населените райони на окръга са съсредоточени в североизточната част, като над 50 процента от жителите на Уиклоу живеят в рамките на 15 километра (9 мили) от границата на Дъблин. Много от най-големите градски зони на окръга са групирани в този регион по оста, простираща се от Брей до Нютаунмаунткенеди, която включва Грейстоунс, Делгани, Енискери, Килмаканоуг, Килпедър и Килкул. Извън този регион Уиклоу, Ратню и Арклоу са единствените големи градове в източната част на окръга, докато Блесингтън е единственото голямо селище в западен Уиклоу.
Вътрешността на окръга е много рядко населена, само с няколко малки селища, разположени в подножието на планините Уиклоу, като Ратдръм, Лараг, Раундуд и Тинахели. Повечето малки райони в централен Уиклоу имат гъстота на населението под 20 души на km2, в сравнение със средно 70 души на km2 в окръга като цяло.
Половият състав на окръга през 2016 г. е 50,74% жени и 49,26% мъже. 29,0% от населението е на възраст под 19 години; 58 % са на възраст между 19 и 64 години и 13,0% са били на възраст 65 години или повече. 
Белите от всякакъв етнически произход съставляват 95,2% от населението през 2016 г.: 86,0% са бели ирландци, 0,6% ирландски пътешественици и 8,6% бели от всякакъв друг произход.
Азиатците бяха втората по големина етническа група, съставляваща 1,6% от населението на окръга, следвана от смесена раса или друг произход с 1,2%. Малко над 2300 души (1,6%) не са посочили етническата си принадлежност.
Отчитайки само 0,4% от населението, Уиклоу има най-ниския процент чернокожи жители в района на Големия район на Дъблин. Преброяването от 2016 г. регистрира 524 чернокожи жители в Уиклоу, от които 408 (78%) са от африкански произход, а 116 (22%) са от друг произход. 

### Градски райони
Преброяването от 2016 г. отчита, че 65% от жителите на Уиклоу живеят в градски райони (градове с население над 1500) и 35% живеят в селски райони. От селското население на Уиклоу, приблизително 26 процента (36 800 души) живеят извън определени населени места, докато 9 процента (13 032 души) живеят в градове или села с по-малко от 1500 души. 

### Миграция
Към 2016 г. около 85% от населението на Уиклоу е родено в Република Ирландия, а още 0,9% са родени в Северна Ирландия.  Малко над 38% от обикновено пребиваващото население на Уиклоу е родено в окръга, което го прави вторият най-малко местен окръг в Ирландия, след Мийт. Докато около 35% от населението на окръга е родено в съседен Дъблин, вероятно е значителна част от тях да са местни жители на Уиклоу, които са родени в една от многото болници в Дъблин.
Хората, родени в Обединеното кралство, са най-голямата имигрантска група, съставляваща 5,9% от населението на Уиклоу (8388 души). От тази група само около половината (4045 души) заявиха, че са или граждани на Обединеното кралство, или двойни граждани на Ирландия-Обединеното кралство. Поляците са втората по големина имигрантска група, съставляваща 2,0% от населението на окръга. Преброяването регистрира 2905 полски граждани в Уиклоу, от които 2759 са родени в Полша. Най-бързо растящите големи имигрантски групи между 2011 и 2016 г. са румънци, индийци и филипинци. Имаше също голямо увеличение на броя на бразилците (+107%), италианците(+59%) и испанци (+53%), живеещи в Уиклоу през този период.

### Религия
Преброяването от 2016 г. показа, че религиозната принадлежност в Уиклоу е както следва: католици 73%, нерелигиозни 13,3%, други християни 8,8%, други посочени религии 3,1% и други непосочени религии 1,8%. 
Най-голямата религиозна група през 2016 г. е от привърженици на Римокатолическата църква със 103 947 привърженици. Това е спад от 4,4% спрямо преброяването от 2011 г. Католицизмът в Уиклоу достига своя пиков процент при преброяването от 1961 г., когато 87,5% от населението се идентифицира като католици. От 2016 г. Уиклоу е вторият най-малко католически окръг в щата и сред най-нерелигиозните.
Други християнски групи съставлявали 8,8% от населението. Като дял от населението Уиклоу има най-голямата принадлежност към Църквата на Ирландия, от който и да е окръг в Република Ирландия, с 6,2%, въпреки че тази цифра исторически е много по-висока. Преброяването от 1901 г. отчита, че малко под 20% от населението на Уиклоу е свързано с Църквата на Ирландия.  През 2016 г. Грейстоунс имаше най-висок процент протестанти (10,5%) и беше най-малко религиозният град в Ирландия, като 18,3% от жителите заявиха, че не следват никаква религия. 
Малко над 0,5% от населението се придържа към по-малки протестантски групи като презвитерианска, апостолска и петдесятна. Други 1,05% от населението заявиха, че са „християни“, но не посочиха никаква религиозна група. Източноправославната е най-бързо растящата от големите християнски групи, увеличавайки се от 840 последователи през 2011 г. на 1317 през 2016 г., което е увеличение от 56,7%.
Най-големите нехристиянски религии са ислямът (0,4%) и индуизмът (0,16%). Всички останали посочени религии съставляват 2,5% от населението, а 1,8% от анкетираните не са посочили религията си.

## Икономика

### Изградена среда
Уиклоу е дом на няколко големи водоснабдителни и водноелектрически съоръжения. Схемата за помпено съхранение на планината Търлоу Хил, важен строителен проект, е извършена през 60-те и 70-те години на миналия век.

### Свободно време и туризъм
Уиклоу, често наричан „Градината на Ирландия“, е популярна туристическа дестинация в продължение на много години, поради своята природа, плажове, възможности за разходки, туризъм, катерене и атракции, включително руините на монашеския град Глендалох, затвора Уиклоу и други.
Уиклоу Уей е най-старата маркирана пътека за дълги разстояния в Ирландия.
Популярното годишно масово колоездене Уиклоу 200 се провежда в окръга всяка година от 1982 г. 

## Местно управление и политика
Местният правителствен орган е съветът на окръг Уиклоу, който има 32 съветници от шест местни избирателни района: Арклоу, Балтинглас, Брей Ийст, Брей Уест, Грейстоунс и Уиклоу. Съветът на окръг Уиклоу изпраща трима членове в Източната и Мидландската регионална асамблея, която е част от Източната зона за стратегическо планиране. Всички предишни градски съвети (Арклоу, Брей, Грейстоунс, Уиклоу) бяха премахнати съгласно Закона за реформа на местното самоуправление от 2014 г. на местните избори през 2014 г.

## Транспорт
Уиклоу има добре поддържана мрежа от регионални пътища, които свързват западната част на окръга с източната му част, пресичайки планините Уиклоу от изток на запад. Няколко регионални пътя север-юг също преминават през планините, осигурявайки удобен достъп до вътрешността на окръга.
Окръгът се обслужва и от национален вторичен път (N81) в западен Уиклоу и национален първичен път (N11) в източен Уиклоу, който се превръща в магистрала на кръстовище 14 северно от Ашфорд. N11/M11 е основният маршрут, използван от пътуващите в Уиклоу, пътуващи на север към Дъблин. Трафикът на юг обикновено е натоварен през уикендите, поради притока на посетители от Дъблин в Уиклоу и Уексфорд. 

## Култура
Центърът за изкуства Мърмейд е базиран в Брей. Мърмейд е център на художествената дейност и творчеството на окръга, предлагащ програма в много форми на изкуството: визуални изкуства, театрални постановки, опера, танцови представления, артхаус кино, комедия и музикална програма. Два от фестивалите на окръга се провеждат в Арклоу, музикалният фестивал Арклоу и фестивалът Арклоу Сийбриз.
Окръгът е популярно място за създаване на филми в Ирландия. Брей е дом на Ардмор Студиос, където са заснети много от най-известните игрални филми на Ирландия, включително Екскалибур и Зардоз на Джон Бурман, В името на Отца с носителят на Оскар Джим Шеридан и няколко филма на Нийл Джордан. Сцени от филма P.S. Обичам те! са заснети в националния парк Уиклоу Маунтаинс. Филмите Бари Линдън и Мокри поръчки са заснети в окръга. 

## Медия
Местните вестници включват Дъ Брей Пийпъл, Уиклоу Таймс и Уиклоу Пийпъл. WicklowNews.net е популярен уебсайт за новини в окръга. Местната радиостанция в Уиклоу е Ийст Кост ФМ. През 2010 г. Радио Нова стана втората местна рдиостанция, лицензирана за Норт Уиклоу. Станцията излъчва до Брей, Грейстоунс, Килмаканоуг, Енискери и Блесингтън, в допълнение към Дъблин, Норт Килдър и Саут Мийт. Излъчва се до Норт Уиклоу на 95.7 от Брей Хед и 100.3 FM.

## Места на заснемане
Голяма част от сериите на сериала Викингите са заснети в Ашфорд Студиос в окръга. Някои сцени на заснети на други места в окръга. Например, отделни сцени от сезон 6 на сериала Vikings (сезон 6) са заснети на водопада Пауърскорт, в имението Пауърскорт Естейт и на езерото Лох Тей. 

## Интересни места
- Гората Ейвъндейл – гористо имение в графство Уиклоу, Ирландия, на западния бряг на река Ейвънмор.
- Брей Хед – хълм и нос, разположен в северния окръг Уиклоу, Ирландия, между градовете Брей и Грейстоунс. Той е част от планините Уиклоу и е популярно място за пешеходци.
- Бритас Бей – плажен участък на брега на Ирландско море, на около 12 километра (7,5 мили) южно от Уиклоу. Плажът и свързаните с него дюни са много популярни сред жителите на Дъблин и са един от най-посещаваните плажове от жителите на столицата през лятото. [48]
- Глен оф дъ Даунс – дълга гориста ледникова долина със стръмни страни, издигащи се до почти 250 м на източния бряг на Ирландия. Съдържа природен резерват.
- Глендалох – ледникова долина в окръг Уиклоу, Ирландия, известна с ранномонастически селище, основао през 6 век от Сейнт Кевин. Името ѝ означава „долина на две езера“. [49]
- Язовир Пулафука – активен резервоар (както за водоснабдяване, така и за производство на електроенергия) и зона за опазване на диви птици в западен Уиклоу, Ирландия. Известно е още като езерото Блесингтън.
- Пауърскорт Естейт – голямо селско имение, известно със своята къща и озеленени градини, днес заемащо 19 хектара.
- Водопад Пауърскорт – вторият по височина водопад в Ирландия, на 121 метра (397 фута)[50], намира се в долината Гленсулан на река Даргъл, близо до Енискери, окръг Уиклоу.
- Затвора Уиклоу – бивш затвор, сега музей, разположен в град Уиклоу, графство Уиклоу, Ирландия. [51]
- Национален парк Уиклоу Маунтаинс – защитена зона с площ от 205 квадратни километра (51 000 акра) в Ирландия, един от шестте национални парка в страната.[52]

## Побратимени градове
Окръг Уиклоу е побратимен с:
- Вюрцбург, Германия
- окръг Семинол, Флорида , САЩ. [53]